# Gentle Julia
Gentle Julia er en amerikansk stumfilm fra 1923 af Rowland V. Lee.

## Medvirkende
- Bessie Love som Julia Atwater
- Harold Goodwin som Noble Dill
- Frank Elliott som Randolph Crum
- Charles K. French som John Atwater
- Clyde Benson som George Atwater
- Harry Dunkinson som Joe Atwater
- Jack Rollens som Newland Sanders